# Gafa (España)
Gafa (en gallego y oficialmente, A Gafa) es una aldea del municipio de Puerto del Son, Galicia, España. Pertenece a la parroquia de Miñortos. Está situada al comienzo del núcleo urbano de Portosín, entre la AC-550 y el mar.
Tiene una población de 31 habitantes (18 hombre y 13 mujeres), una extensión de 25.289 m² y está situada a 8,1 km de la cabecera municipal.
La proximidad a al suelo urbano, al puerto deportivo y al mar, confieren a este asentamiento un valor singular. Según el INE es una entidad singular de población formada únicamente por un diseminado, es decir, sus viviendas o construcciones están dispersas y no existe ningún núcleo dentro de ella.
Es un asentamiento reciente, carece de núcleo tradicional. Está formada por 13 construcciones (2 tradicionales y 11 recientes). Las edificaciones obedecen en su mayoría a la tipologías de vivienda unifamiliar (12 de carácter unifamiliar y 1 colectiva).
A los pies de esta localidad está la pequeña playa de Gafa. Tiene un alto número de bañistas, poco oleaje y una longitud de 80 metros.

## Demografía
| Gráfica de evolución demográfica de Gafa entre 2000 y 2018 |
|                                                            |
| Población de derecho según el padrón municipal del INE     |

## Galería de imágenes
|                                                    |
| Gafa, fotografiada por un vuelo americano en 1956. |

|                                              |
| Imagen por satélite actual, con sus límites. |